# Adam Baldwin
Adam Baldwin, född 27 februari 1962 i Winnetka, Illinois, är en amerikansk skådespelare. Baldwin har medverkat i bland annat Full Metal Jacket, Firefly, Arkiv X och TV-serien Chuck.
Han är inte släkt med de kända skådespelande Baldwin-bröderna (Alec Baldwin, Daniel Baldwin, William Baldwin och Stephen Baldwin).

## Filmografi

### Filmer
| År   | Titel                                  | Roll                        | Noter |
| ---- | -------------------------------------- | --------------------------- | ----- |
| 1980 | My Bodyguard                           | Linderman                   |       |
| 1980 | Ordinary People                        | Stillman                    |       |
| 1983 | D.C. Cab                               | Albert Hockenberry          |       |
| 1984 | Rebellen                               | Randy Daniels               |       |
| 1986 | 3:15                                   | Jeff Hannah                 |       |
| 1986 | Bad Guys                               | Skip Jackson                |       |
| 1987 | Full Metal Jacket                      | Animal Mother               |       |
| 1987 | Hadley's Rebellion                     | Bobo McKenzie               |       |
| 1988 | Cohen and Tate                         | Tate                        |       |
| 1988 | The Chocolate War                      | Carter                      |       |
| 1989 | Dirty Fighting                         | Joey Rosselini              |       |
| 1990 | Predator 2                             | Garber                      |       |
| 1991 | Guilty by Suspicion                    | FBI Agent #1                |       |
| 1992 | Where the Day Takes You                | Officer Black               |       |
| 1992 | Radio Flyer                            | The King                    |       |
| 1993 | Eight Hundred Leagues Down the Amazon  | Koja                        |       |
| 1993 | Treacherous                            | Tommy Wright                |       |
| 1993 | Bitter Harvest                         | Bobby                       |       |
| 1994 | Cold Sweat                             | Mitch                       |       |
| 1994 | Wyatt Earp                             | Tom McLaury                 |       |
| 1995 | Digital Man                            | Captain West                |       |
| 1995 | How to Make an American Quilt          | Finn's Father               |       |
| 1996 | Independence Day                       | Major Mitchell              |       |
| 1996 | Lover's Knot                           | John Reed                   |       |
| 1997 | Starquest II                           | Lee                         |       |
| 1998 | Gargantua                              | Marine Biologist            |       |
| 2000 | Patrioten                              | Capt. Wilkins               |       |
| 2000 | The Right Temptation                   | Captain Wagner              |       |
| 2001 | Pursuit of Happiness                   | Chad Harmon                 |       |
| 2001 | Above & Beyond                         | Peter Clerkin               |       |
| 2001 | Jackpot                                | Mel James                   |       |
| 2001 | Farewell, My Love                      | Jimmy                       |       |
| 2001 | Double Bang                            | Vinnie Krailes              |       |
| 2002 | The Keyman                             | Chris Myers / Keyman        |       |
| 2003 | Betrayal                               | Det. Mark Winston           |       |
| 2004 | The Freediver                          | Dr. Viades                  |       |
| 2004 | Evil Eyes                              | Jeff Stenn                  |       |
| 2005 | Serenity                               | Jayne Cobb                  |       |
| 2006 | The Thirst                             | Lenny                       |       |
| 2008 | Gospel Hill                            | Carl Herrod                 |       |
| 2008 | Drillbit Taylor                        | Disgruntled Bodyguard       |       |
| 2009 | Little Fish, Strange Pond aka. Frenemy | Tommy                       |       |
| 2010 | Browncoats: Redemption                 | Phone Operator (uncredited) |       |
| 2011 | InSight                                | Dr. Graham Barrett          |       |

### TV
| År        | Titel                             | Roll                                             | Noter                                                  |
| --------- | --------------------------------- | ------------------------------------------------ | ------------------------------------------------------ |
| 1984      | Pigs vs. Freaks                   | Mickey South                                     | TV-film                                                |
| 1985      | Special Treat                     | Otto Frommer                                     | Avsnitt: "Out of Time"                                 |
| 1985      | Poison Ivy                        | Ike Dimick                                       | TV-film                                                |
| 1986      | Welcome Home, Bobby               | Cleary Biggs                                     | TV-film                                                |
| 1991      | Murder in High Places             |                                                  | TV-film                                                |
| 1992      | Cruel Doubt                       | Det. John Taylor                                 | TV-film                                                |
| 1992      | Deadbolt                          | Alec Danz                                        | TV-film                                                |
| 1993      | The Last Shot                     | Mark Tullis Jr.                                  | TV short                                               |
| 1994      | Blind Justice                     | Sgt. Hastings                                    | TV-film                                                |
| 1995      | Fallen Angels                     | Ralph                                            | Avsnitt: "Good Housekeeping"                           |
| 1995      | VR.5                              | Scott Cooper                                     | Avsnitt: "Pilot"                                       |
| 1995      | Trade-Off                         | Thomas Hughes                                    | TV-film                                                |
| 1995      | Sawbones                          | Burt Miller                                      | TV-film                                                |
| 1995      | Shadow-Ops                        | Dalt                                             | TV-film                                                |
| 1996      | Smoke Jumpers                     | Don Mackey                                       | TV-film                                                |
| 1996–1997 | The Cape                          | Col. Jack Riles                                  | 17 avsnitt                                             |
| 1997      | The Visitor                       | Michael O'Ryan                                   | 4 avsnitt                                              |
| 1998      | From the Earth to the Moon        | Fred Haise                                       | Avsnitt: "For Miles and Miles"                         |
| 1998      | Gargantua                         | Jack Ellway                                      | TV-film                                                |
| 1998      | Indiscreet                        | Jeremy Butler                                    | TV-film                                                |
| 1998      | The Outer Limits                  | Major James Bowen                                | Avsnitt: "Phobos Rising"                               |
| 2000      | Dr. Jekyll and Mr. Hyde           | Dr. Jekyll / Mr. Hyde                            | TV-film                                                |
| 2000      | Static Shock                      | York (röstroll)                                  | Avsnitt: "Aftershock"                                  |
| 2000–2005 | Jackie Chan Adventures            | Finn / Olika röstroller                          | 48 avsnitt                                             |
| 2001      | Static Shock                      | York (röstroll)                                  | Avsnitt: "Junior"                                      |
| 2001      | The Zeta Project                  | Swen (röstroll)                                  | Avsnitt: "Crime Waves"                                 |
| 2001–2002 | The X-Files                       | Knowle Rohrer                                    | 5 avsnitt                                              |
| 2002      | Hyper Sonic                       | Christopher Bannon                               | Video                                                  |
| 2002–2003 | Firefly                           | Jayne Cobb                                       | 14 avsnitt                                             |
| 2003      | Control Factor                    | Lance Bishop                                     | TV-film                                                |
| 2003      | CSI: Miami                        | De Soto                                          | Avsnitt: "Dead Woman Walking"                          |
| 2003      | Gacy                              | John Gacy, Sr.                                   | Video                                                  |
| 2003      | Monster Makers                    | Jay Forrest                                      | TV-film                                                |
| 2004      | På heder och samvete              | Cmdr. Michael Rainer                             | Avsnitt: "Good Intentions"                             |
| 2004      | Stargate SG-1                     | Col. Dave Dixon                                  | Avsnitt: "Heroes: Part 1" Avsnitt: "Heroes: Part 2"    |
| 2004      | NCIS                              | Cmdr. Michael Rainer                             | Avsnitt: "A Weak Link"                                 |
| 2004      | Angel                             | Marcus Hamilton                                  | 5 avsnitt                                              |
| 2005      | Molly & Roni's Dance Party        | School Principal                                 | Video                                                  |
| 2005      | Justice League                    | Green Lantern / Olika röstroller                 | 3 avsnitt                                              |
| 2005      | The Inside                        | Special Agent Danny Love                         | 13 avsnitt                                             |
| 2005      | The Poseidon Adventure            | Mike Rogo                                        | TV-film                                                |
| 2006      | Talk to Me                        |                                                  | TV-serie                                               |
| 2006      | Bones                             | Special Agent Jamie Kenton                       | Avsnitt: "Two Bodies in the Lab"                       |
| 2006      | Invader Zim                       | Olika röstroller                                 | Avsnitt: "The Frycook What Came from All That Space"   |
| 2006–2008 | Day Break                         | Chad Shelton                                     | 13 avsnitt                                             |
| 2007      | Sands of Oblivion                 | Jesse Carter                                     | TV-film                                                |
| 2007      | Superman: Doomsday                | Superman / Clark Kent / Dark Superman (röstroll) | Video                                                  |
| 2007–2012 | Chuck                             | John Casey                                       | 91 avsnitt                                             |
| 2008      | CSI: NY                           | DHS Agent Brett Dunbar                           | Avsnitt: "Hostage"                                     |
| 2008      | Chuck Versus the Webisodes        | John Casey                                       | 5 avsnitt                                              |
| 2011      | Love Bites                        | Hotel Dick                                       | Avsnitt: "Modern Plagues"                              |
| 2011–2012 | Transformers: Prime               | Breakdown (röstroll)                             | 13 avsnitt                                             |
| 2012      | Castle                            | Detective Slaughter                              | Avsnitt: "Headhunter"                                  |
| 2012      | Young Justice                     | Parasite (röstroll)                              | Avsnitt: "Performance"                                 |
| 2012      | Leverage                          | Colonel Michael Vance                            | 2 avsnitt ("The Very Big Bird Job", "The Rundown Job") |
| 2012      | Law & Order: Special Victims Unit | Captain Steven Harris                            | Säsong 14; 3 avsnitt                                   |
| 2014      | The Last Ship                     | Mike Slattery                                    |                                                        |

### Datorspel
| År   | Titel                    | Roll          | Noter |
| ---- | ------------------------ | ------------- | ----- |
| 2003 | Kill.switch              | Nick Bishop   |       |
| 2007 | Halo 3                   | Marines       |       |
| 2007 | Half-Life 2: Episode Two | Citizens      |       |
| 2009 | Halo 3: ODST             | Dutch         |       |
| 2010 | Mass Effect 2            | Kal'Reegar    |       |
| 2011 | DC Universe Online       | Superman      |       |
| 2012 | Mass Effect 3            | Kal'Reegar    |       |
| 2013 | Injustice: Gods Among Us | Green Lantern |       |